# ДАР-8
ДАР-8 „Славей“ български едномоторен, двуместен, учебно-тренировъчен самолет биплан. Конструиран е от инж. Кирил Якимов Петков и е произвеждан в Държавна аеропланна работилница (Божурище) (ДАР -Божурище).

## История
През 1931 г. в ДАР-Божурище започва работа като конструктор възпитаника на Мичиганския университет в САЩ инж. Кирил Петков. Завършил блестящо висшето си образование със златна значка, той е специалист по аеродинамика и ненадминат специалист по якостни изчисления. Инж. Петков създава учебно-тренировъчния самолет ДАР-8 през 1935 г. по изпитаната и традиционна за времето бипланна схема. Макар и предназначен за учебни и тренировъчни цели, създадения биплан изпълнява без ограничение фигурен пилотаж с един и двама пилоти. 
Самолетът е произведен в две модификации – с редови двигател Walter-Major-IV и с радиален деветцилиндров двигател Walter-Mars. Макар вторият да има по-висока скорост, с едно зареждане има намалена далечина на полета. По тази причина е произведен само прототип в един брой.
За периода до 1940 г. Държавната аеропланна работилница е доставила 12 самолета от този тип. 

## Конструкция
ДАР-8 е самолет със смесена конструкция.
- Крилата са дървена конструкция с обшивка от шперплат и импрегниран плат. Характерно е че крилата са конструирани с по-голямо удължение от приетото по това време. Горното крило е без стреловидност, съставено от центроплан и две полукрила. Крилото се крепи към тялото посредством стойки от тръби с елипсовидно сечение. Долното крило се състои от две полукрила, силово свързани с фюзелажа. Двете крила са свързани с N – стойки и обтягане със стоманени ленти. И двете крила имат елерони, като долните се задвижват „меко“ чрез твърди връзки от горните елерони.
- Фюзелажът е изпълнен като ферма от тънкостенни стоманени тръби. Характеризира се с удължена аеродинамично обтекаема форма с елиптично сечение. В предната част и около кабината обшивката е от дуралуминиева ламарина, а останалата част е от импрегнирана тъкан. Носовата част е оформена с аеродинамичен обтекател. Кабината е двуместна открита с тандемно разположени седалки.
- Устройството за излитане и кацане е триопорно с опашна подпора (бекил). Колесникът се състои от две независими амортизационни стойки и две V – стойки, свързани шарнирно в долната и горната си част. Спирачките на колелата са въздушни, задействани от ръчка на лоста за управление.
- Двигателите влагани на тази самолетна конструкция са два – четирицилиндров редови двигател с въздушно охлаждане Walter-Major-IV и звездообразен деветцилиндров двигател с въздушно охлаждане Walter-Mars. Разликата в дължината и теглото на двигателите налага разработка на две моторни рами, както и варианти на самолетите, различаващи се в промяна общата дължина на самолета с 49 cm.
- Въздушният винт е дървен двулопатен с постоянна (фиксирана) стъпка.
- Оперението е изпълнено от метална конструкция с обшивка от плат. Кормилото за посока на вертикалния стабилизатор има дефлектор за корекция при евентуален стремеж за завиване в лява или дясна посока. [2]

## Технически характеристики на ДАР-8
| Характеристика     | Показател                                      |
| ------------------ | ---------------------------------------------- |
| Производител       | ДАР                                            |
| Екипаж             | 2                                              |
| Двигател           | Walter-Major-IV (Walter-Mars)                  |
| Мощност            | 95,6 kw/ 130 hp (106,6 kW/ 145 hp Walter-Mars) |
| Разпереност        | горно крило 9,47 m / долно крило 9,12 m        |
| Дължина            | 7,05 m (6,56 m Walter-Mars)                    |
| Площ на крилото    | 16,20 m2                                       |
| Маса празен        | 525 kg (535 kg Walter-Mars)                    |
| Маса полетна       | 814 kg (824 kg Walter-Mars)                    |
| Скорост максимална | 178 km/h (190 km/h Walter-Mars)                |
| Скорост крейсерска | 160 km/h (175 km/h Walter-Mars)                |
| Далечина на полета | 640 km (520 km Walter-Mars)                    |
| Таван              | 4500 m (6000 m Walter-Mars)                    |